# Tryphon flavoclypeatus
Tryphon flavoclypeatus är en stekelart som beskrevs av Dmitriy R. Kasparyan 1976. Tryphon flavoclypeatus ingår i släktet Tryphon och familjen brokparasitsteklar. Inga underarter finns listade i Catalogue of Life.